# José Luis Muñoz Jimeno
José Luis Muñoz Jimeno (Salamanca, 1951) Escritor y articulista español.

## Biografía
Cursó estudios de Filología Románica en la Universidad de Barcelona.
Ha escrito artículos de opinión en los periódicos El Sol, El Independiente, El Observador y El Periódico, así como dossiers en las revistas GQ, DT, Interviu, Penthouse y Cinemanía.  
Escribe desde el año 2000 en su blog La soledad del corredor de fondo, reseñas literarias y cinematográficas, así como crítica social.    
Sus novelas han sido traducidas al francés, italiano, checo y búlgaro y han sido elogiadas por Luis García Berlanga, Manuel Vázquez Montalbán, la RAI, medios de comunicación franceses, así como de las revistas Qué Leer, el suplemento Culturas de La Vanguardia, el blog de literatura La Tormenta en un Vaso, La Biblioteca Imaginaria, Anika entre libros, Llegir en cas d’incendi, entre otros, y han sido citadas por el New York Times.[cita requerida]
En la actualidad (abril de 2022) colabora con artículos de opinión, reseñas literarias y cinematográficas en una serie de medios digitales: El Cotidiano, Entretanto Magazine, Culturamas, Otro Lunes, Suburbano Miami, El Destilador Cultural, Narrativas, Letralia, Calibre 38 y Literatura Abierta.
Es el director de las colecciones de novela policial La Orilla Negra y Sed de Mal, y director de las antologías hispanoargentinas Juramento Negro, El origen del mundo y M.M.antología dedicada a Marilyn Monroe. Coodirige como comisario junto a la también escritora Lluna Vicens el festival cultural Black Mountain Bossòst desde el 2017, que se celebra en esa localidad del Valle de Arán (Lérida). Director y fundador de la organización sin ánimo de lucro Lee o Muere, y de las actividades culturales en la asociación Qgat Negre, en Sant Cugat (Barcelona).
Secuoya Studios ha desvelado que grabará desde principios de 2024 la serie histórica ‘Los 39’, basada en la novela "La pérdida del paraíso" de José Luis Muñoz, en colaboración con RTVE y otros socios en España, Latinoamérica y Alemania. Este título contará acerca de los españoles que Cristóbal Colón dejó en la isla La Española. El proyecto está en fase de preproducción.

## Premios literarios
| - Premio Tigre Juan (1985) - Premio Azorín (1985) - La Odisea (1988) - Ciudad de Toledo (1989) - Premio La Sonrisa Vertical (1990) - Ángel Guerra (1992) - Ciudad de Alcorcón (1993) - Ciudad de Cáceres (1994) | - Premio Café Gijón (2001) - Letra Erecta (2004) - Francisco García Pavón (2004) - Ciudad de Jumilla (2005) - Diputación de Córdoba (2005) - Ciutat de Benicassim (2006) - Camilo José Cela (2007) - Ciudad de Badajoz (2008) - Villa de Seseña (2009) | - Ciudad de Carmona (2010) - Ignacio Aldecoa (2013) - Diputación de Córdoba (2015) - Premio a la trayectoria Bruma Negra (2018) | - Premio Carmen Martín Gaite (2021) - Premio a la trayectoria Castellò Negre (2022) - Premi Vila-real a l'excel.lència literaria (2023) - Premi a l'obra de José Luis Muñoz Farrera Negra (2023) |